# Таїландська операція
Таїландська операція (тай. การบุกครองไทยของญี่ปุ่น, Kan Buk Khrong Thai Khong Yipun; яп. 日本軍のタイ進駐, латиніз.: Nihongun no Tai shinchū) — військова операція Японії по захопленні території Таїланду, проведена 8 грудня 1941 року. Для вторгнення в Малайю і М'янму японцям потрібні були порти, залізниці та аеродроми, розташовані на території Таїланду. Таїланд перед цією кампанією щойно здобув перемогу у Французько-таїландській війні і його армія показала, що може воювати навіть проти європейських держав. Тому японці, плануючи вторгнення в Таїланд, хотіли уникнути важких втрат. Для них було важливо, щоб війська, що висадилися в Південному Таїланді, не зустріли значного опору, тому що надалі їх планувалося використовувати для захоплення Малайї.

## Попередні події
Перед початком вторгнення японський уряд провів секретні військові переговори з урядом Таїланду, і в жовтні 1940 року таїландський диктатор Плек Пібунсонграм дав усну секретну обіцянку підтримати Японію у разі її вторгнення в Малайю .
У 1941 році уряд Таїланду вів переговори і з урядами Великої Британії і Сполучених Штатів Америки, намагаючись отримати гарантії підтримки в разі вторгнення Японії. Прем'єр-міністр Великої Британії Вінстон Черчилль в листі Плек Пібунсонграма писав:
|  | Якщо Ви піддастеся нападу, захищайтеся. Збереження справжньої незалежності та суверенітету Таїланду — у британських інтересах, ми розцінимо напад на вас як напад безпосередньо на нас. |

Це вносило плутанину в японські плани, і нарешті генерал Хісаіті Терауті вирішив висадити морські й повітряні десанти в Таїланді незалежно від того, чи буде таїландська армія чинити їм опір.

## Японське вторгнення

### Східний і центральний Таїланд
На світанку 8 грудня 1941року Імператорська гвардійська дивізія, яка очолила сили 15-ї японської армії, перетнула кордон в районі Баттамбанга. Не зустрічаючи ніякого опору, вона просувалася на північний захід, уздовж недавно побудованої залізниці.
3-й батальйон японського Імператорського гвардійського полку приземлився в Самутпракані рано вранці 8 грудня. Він отримав наказ захопити Бангкок. Їм протистояли тільки невеликі підрозділи таїландської поліції. Незважаючи на слабкість підрозділів, які протистояли японцям, бойові дії на цій ділянці не велися, і японці згодом погодилися не входити до таїландської столиці, поки формальні переговори не були завершені.

### Південний Таїланд
1-й батальйон 143-го піхотного полку висадився в Чумпхоні вранці 8 грудня. Вони зустріли запеклий опір таїландських військ, який закінчився тільки в кінці дня, коли таїландські війська отримали наказ припинити вогонь.
У Накхонситхаммараті знаходився штаб 6-ї таїландській дивізії, а також 39-й піхотний батальйон. З трьох японських десантних кораблів вночі 7 грудня в місті висаджено 3-й батальйон 143 піхотного полку та 18-й повітряно-десантний полк. Їх підтримували 32-й батальйон ППО і саперна рота. Таїландські війська спробували ліквідувати десант. Бій тривав до полудня, поки не був отриманий наказ прем'єр-міністра припинити вогонь.
Через близькість до малайського кордону, Паттані був однією з найважливіших цілей 25-ї японської армії. Парашутний десант, який там висадився, зустрів запеклий опір. Японцям протистояв 42-й піхотний батальйон таїландської армії. Опір тривав до полудня, поки не прийшов наказ припинити вогонь. Командир таїландського батальйону Кхун Інкхаютборіхарн (Khun Inkhayutboriharn) загинув у бою.
У Прачуапкірікхані була розташована 5-та ескадрилья таїландських Королівських ВПС під командуванням М. Л. Праватчумсаі (ML Pravat Chumsai). Японський 2-й батальйон 143-го піхотного полку приземлився в 3:00, і зайняв місто, зламавши незначний опір його захисників.
Надалі десант просувався у бік аеродрому. Японці спробували захопити аеродром Прачуапкірікхан, але персонал таїландських ВПС чинив запеклий опір. Бої тривали до полудня наступного дня, коли таїладські військові отримали наказ від уряду припинити вогонь.
Портове місто Сонгкхла був однією з головних цілей японської 25-ї армії Ямасіти. Японський десант висадився рано вранці 8 грудня.
Таїландський гарнізон у Кхаокхорхонзі (Khao Khor Hong) (41-й піхотний батальйон і 13-й артилерійський дивізіон) негайно зайняв позиції поруч із дорогами, що ведуть на південь, до Малайї, але потім змушений був відступити. Подальше битва відбулася в Хат'яйї.
Бойові дії припинилися опівдні, коли були отримані відомості про укладення перемир'я.

## Наслідки
Рішення Пібунсонграма укласти перемир'я з Японією поклало край надіям Черчилля на союз із Таїландом. У результаті цієї угоди Японія отримала можливість використовувати територію Таїланду для вторгнення в Малайю.
21 грудня 1941 року підписано угоду про військовий союз між Таїландом і Японією. 25 січня 1942 року таїландський уряд оголосив війну США і Великій Британії.